# لوکاش مارچک
لوکاش مارچک (چکی: Lukáš Mareček؛ زادهٔ ۱۷ آوریل ۱۹۹۰) بازیکن فوتبال اهل جمهوری چک است.
از باشگاه‌هایی که در آن بازی کرده‌است می‌توان به باشگاه فوتبال اسپارتا پراگ، باشگاه فوتبال هیرنفین، باشگاه فوتبال زبرویوفکا برنو، و باشگاه فوتبال اندرلشت اشاره کرد.
وی همچنین در تیم‌های ملی فوتبال زیر ۲۱ سال جمهوری چک، و جمهوری چک بازی کرده‌است.